# Санжаров, Шарап
Шара́п Санжа́ров (кирг. Шарап Санжаров, род. 1932 год, село Ден-Булак, Узгенский район, Ошская область) — старший чабан совхоза «Алга» Узгенского района Ошской области, Киргизская ССР. Герой Социалистического Труда (1966). Депутат Верховного Совета СССР 9-го созыва. Депутат Верховного Совета Киргизской ССР.

## Биография
Родился в 1932 году в крестьянской семье в селе Ден-Булак Узгенского района.
С 1956 года трудился чабаном в овцеводческом племенном совхозе имени Куйбышева и с 1960 года — чабаном в совхозе «Алга» Узгенского района. В 1961 году вступил в КПСС. Позднее возглавлял бригаду чабанов.
В 1965 году бригада Шарапа Санжарова вырастила в среднем по 120 ягнят от каждой сотни овцематок и настригла в среднем с каждой овцы по 5 килограмм шерсти. Указом Президиума Верховного Совета СССР от 22 марта 1966 года удостоен звания Героя Социалистического Труда с вручением ордена Ленина и золотой медали «Серп и Молот».
Избирался депутатом Верховного Совета Киргизской ССР (1963—1967) и депутатом Верховного Совета СССР 9-го созыва от Совета Союза (1974—1979).
Проживал в Узгенском районе.